# ベントマン

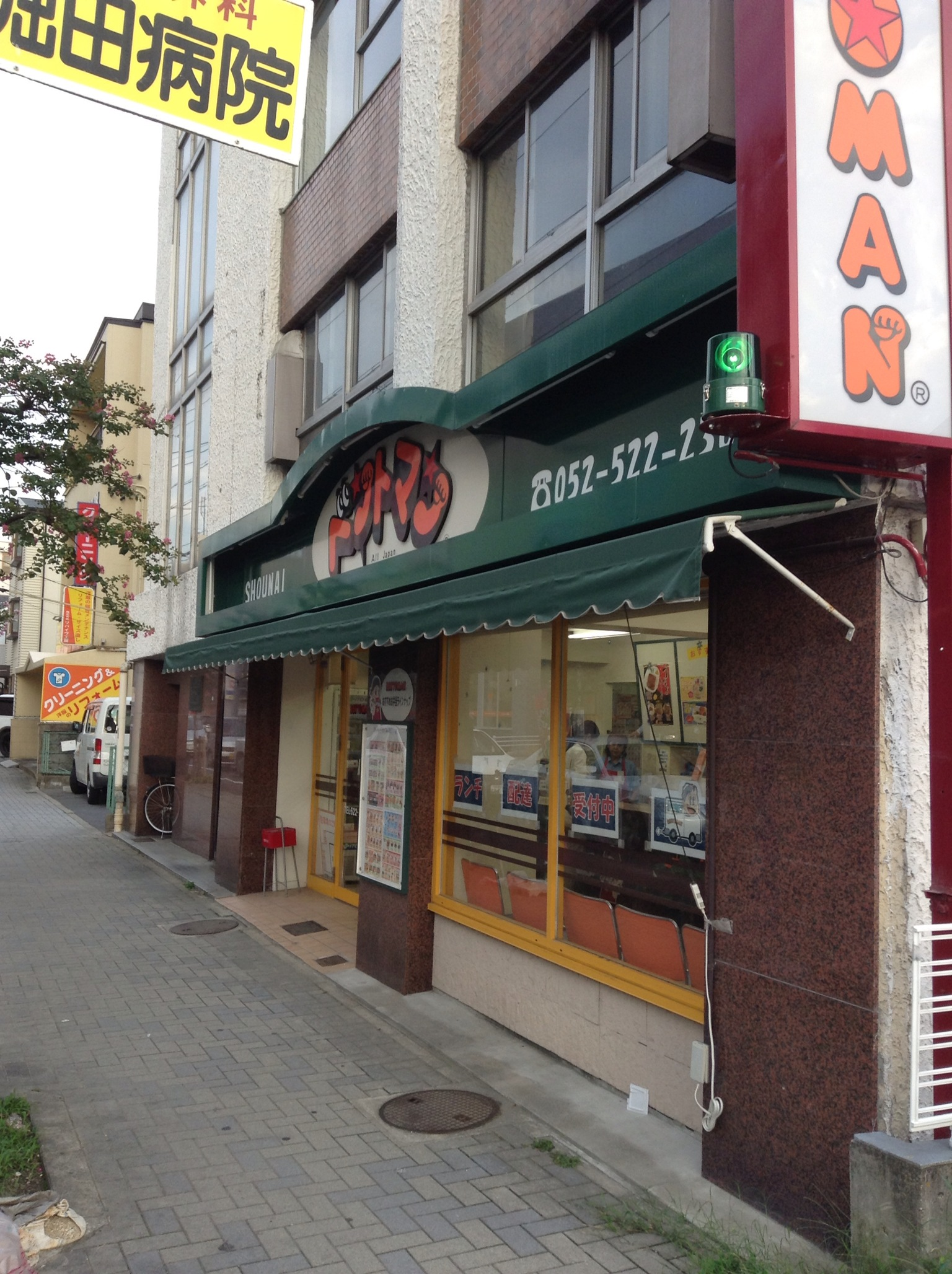
ベントマン庄内店

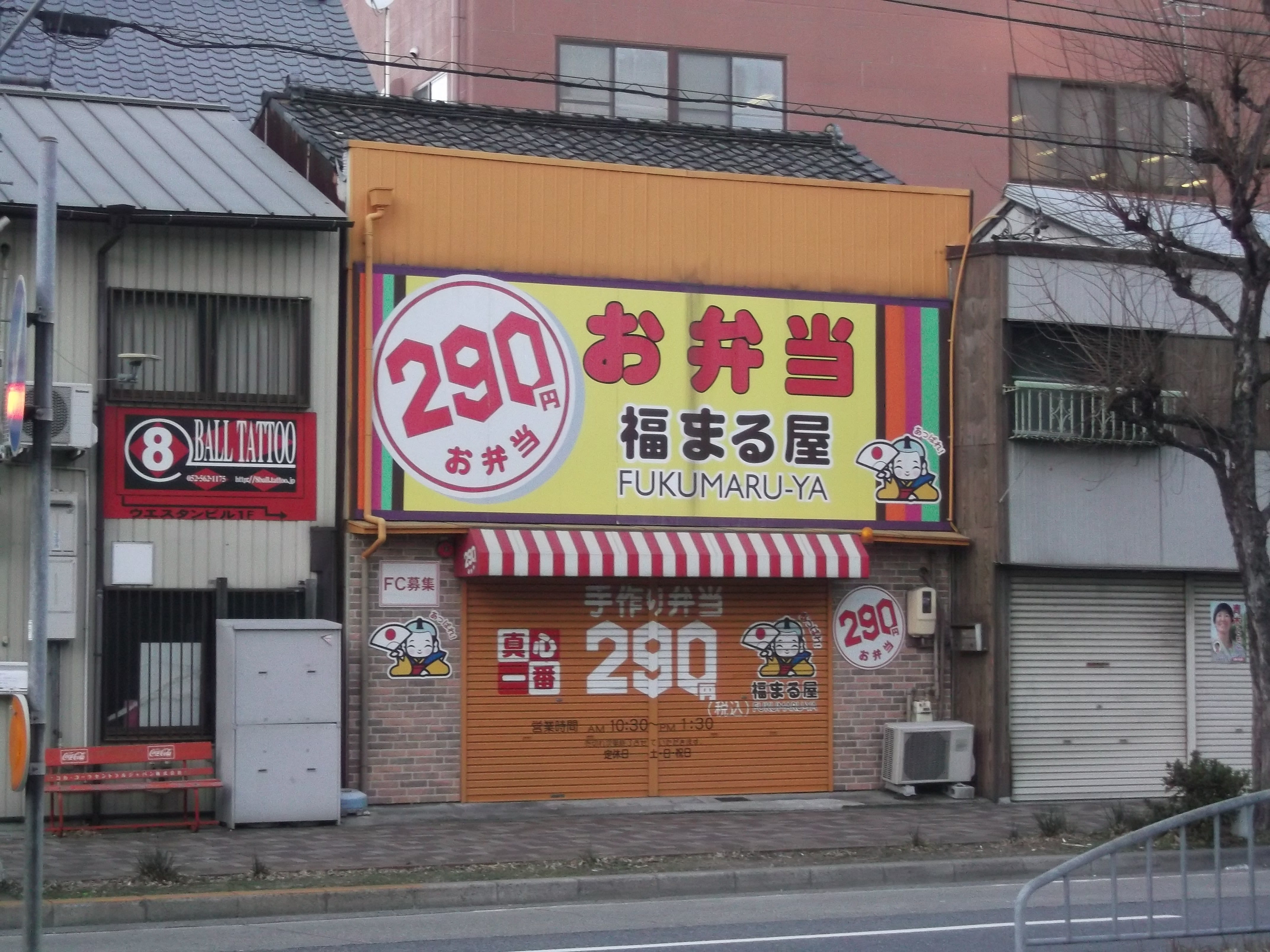
福まる屋菊井店

ベントマンは、日本の持ち帰り弁当チェーン店。愛知県名古屋市西区に本社を置くヒューマンライフ株式会社が運営している。
宮崎県宮崎市に存在する同名企業とは無関係。

## 歴史・概要
1991年（平成3年）にベントマン全国FC本部を発足させて、加盟65店で持ち帰り弁当のチェーン店としての営業を開始し、アメリカ風の新感覚の弁当店を標榜した。
1994年（平成6年）に加盟店が100店となった。
1995年（平成7年）には関東地方でヒロマルチェーンを主宰していた酒類卸の廣屋とエリアフランチャイズ契約を締結して、エリアフランチャイズ本部の「ヒロマルベントマン」をヒロマルチェーン本部内に開設すると共に、コンビニエンスストア「スリーエイト」と持ち帰り弁当店を複合化したヒロマルチェーン本部直営の実験店を同年6月22日に開店させて関東地方に進出し、同年には加盟店が150店となった。
その後の消費低迷に伴う価格競争の激化した際には、昼食時の配達に参入してサービスの向上での対抗策を採った。

## 年表
- 1991年（平成3年） -  ほっかほっか亭のフランチャイジーであったヒューマンライフがベントマン全国FC本部を立ち上げる[新聞 1]。65店の加盟希望者を受け入れ、「ベントマン」の名を冠して独自のチェーン展開を開始[新聞 1]。
- 1994年（平成6年） - 加盟店が100店となる[新聞 1]。
- 1995年（平成7年）
  - ヒロマルチェーンを主宰していた酒類卸の廣屋とエリアフランチャイズ契約を締結し、関東エリアフランチャイズ本部の「ヒロマルベントマン」を開設[新聞 3]。
  - 6月22日 - 関東1号店を開業[新聞 3]。
  - 加盟店が150店となる[新聞 1]。
- 1996年（平成8年） - 資本金を9200万円に増資[WEB 1]。
- 2003年（平成15年） - 業界初の天然ミネラル「ぬちライス」を全店導入[WEB 1]。
- 2018年（平成30年）10月 - 荒川幸司が代表取締役社長に就任する[WEB 1]。

## 特色
メニューは季節ごとに入れ替わりはあるものの、比較的豊富である。キャッチフレーズは「毎日食べても飽きない豊富なメニュー」。
現在ある店舗のほとんどはフランチャイズ店で、直営店は庄内店・天神山店のみである。テレビCMで謳っているとおり配達が可能な店もあるが、時間帯は店舗ごとに異なるなどサービスは必ずしも一貫しない。また、ランチメニューやおまかせ弁当も店舗ごとに異なる。
マスコットキャラクターは制服（エプロン）を着たベン（男性）とベニー（女性）の男女2人組で、彼らはテレビCMにも登場する。
CMで流れるテーマ曲を歌っているのは、シーモネーター時代のSEAMOである。

### WEB
1. 1 2 3 4 5 6 7 8  “会社概要”.   ヒューマンライフ. 2019年4月14日閲覧。

### 新聞
1. 1 2 3 4 5 6 7 8 9 10  “中部地区外食産業特集 ヒューマンライフ、チェーン「ベントマン」年商80億円へ”. 日本食糧新聞(日本食糧新聞社). (1997年6月4日)
2. ↑  “中部外食産業特集：社長インタビュー＝ヒューマンライフ・松村章司氏”. 日本食糧新聞(日本食糧新聞社). (1999年12月6日)
3. 1 2 3 4 5  “廣屋、ヒューマンライフとFC契約 作り立て弁当「ベントマン」展開”. 日本食糧新聞(日本食糧新聞社). (1995年6月28日)
4. ↑  “廣屋・ヒロマルチェーン「ベントマン」、今年度30店出店 単独型が主力に”. 日本食糧新聞(日本食糧新聞社). (1996年4月5日)
5. ↑  “中部外・中食産業特集：中部の中食売場最前線リポート＝ヒューマンライフ・泉氏”. 日本食糧新聞(日本食糧新聞社). (2001年12月10日)